# Anarsia bipinnata
Anarsia bipinnata is een vlinder uit de familie van de tastermotten (Gelechiidae). De wetenschappelijke naam van de soort is voor het eerst geldig gepubliceerd in 1932 door Edward Meyrick.